# دين آتشيسون
دين جودرهام آتشيسون (بالإنجليزية: Dean (Geoderham) Acheson) (ولد 1893 - توفي 1971) هو سياسي أمريكي هام من الحزب الديمقراطي، تولى منصب وزارة الخارجية في بلاده في الفترة ما بين 1949 - 1953 ضمن فترة حكم الرئيس الأمريكي هاري ترومان. جاءت أهمية آتشيسون من الدور المحوري الذي قام به في بناء السياسة الخارجية الأمريكية زمن الحرب الباردة عقب انتهاء الحرب العالمية الثانية. وقد لعب آتشيسون دورا ً في إقامة التحالف الغربي المناوئ للكتلة الشرقية التي تزعمها الاتحاد السوفييتي.
يعتبر آتشيسون من أبرز مهندسي العديد من المنظومات الدولية بعد الحرب العالمية الثانية. فقد ساهم بشكل مهم في إنشاء حلف الناتو وصندوق النقد الدولي والبنك الدولي وخطة مارشال، فضلا ً عن إنشاء منظمات آخرى تطورت لاحقا ً لتشكل الاتحاد الأوروبي ومنظمة التجارة العالمية (WTO). ولعل أشهر ما قام به أتشيسون هو إقناعه للرئيس هاري ترومان في يونيو 1950 بخوض حرب كوريا.
كما قام آتشيسون بإقناع ترومان بإرسال مساعدات ومستشارين لمساعدة القوات الفرنسية التي كانت تحارب في فيتنام، لكنه في نهاية المطاف أشار في 1968 على الرئيس ليندون جونسون بعقد مفاوضات سلام مع فيتنام الشمالية. وخلال أزمة الصواريخ الكوبية لجأ الرئيس جون كينيدي إلى آتشيسون طلبا ً للمشورة.
في أواخر الأربعينيات من القرن العشرين، تعرض أتشيسون لهجوم شديد بسبب دفاعه عن موظفي وزارة الخارجية الذين اتهموا خلال تحقيقات الخوف الارجواني ومناهضة الشيوعية التي قام بها السناتور جوزيف مكارثي وغيرهم، وسياسة ترومان تجاه الصين.

## النشأة والتعليم
وُلد دين غودرهام أتشيسون في ميدلتاون، كونيتيكت في 11 أبريل 1893. كان والده، إدوارد كامبيون أتشسون، كنديًا من أصل إنكليزي (هاجر إلى كندا في عام 1881)، وبعد أن خدم في فوج بنادق الملكة الخاصة بكندا خلال فترة التمرد الشمال-غربي في عام 1885، كاهنًا في كنيسة إنجلترا بعد تخرجه من كلية كلية ويكليف وانتقل إلى الولايات المتحدة ليصبح في نهاية المطاف أسقفًا للكنيسة الأسقفية في ولاية كونيتيكت. كانت والدته، إليانور جيرترود (غودرهام)، من سلالة ويليام غودرهام من أصل كندي، الأب (1790-1881)، مؤسس شركة غودرهام وورتس لتقطير تورونتو. مثل والده، كان أتشسون ديمقراطياً قوياً ومعارضاً للحظر.
التحق أتشيسون بمدرسة جروتون وكلية ييل (1912-1915)، حيث انضم إلى مجتمع اللفيفة والمفتاح السري، وانتُخب لفاي بيتا كابا وكان شقيقًا لجمعية دلتا كابا إبسيلون (فصل فاي). في غورتون وييل، كان يمتلك سمعة الشخص الذي يحب الاحتفال والمقالب. لقد كان بمعزل إلى حد ما ولكنه لا يزال يتمتع بشعبية مع زملائه في الفصل. كان غطرسة أتشسون المشهورة والسمعة الطيبة - فقد كان يحتقر المناهج في جامعة ييل حيث كان يركز على حفظ الموضوعات المعروفة بالفعل أو التي لا تستحق معرفة المزيد عنها - واضحًا في وقت مبكر. في كلية الحقوق بجامعة هارفارد من عام 1915 إلى عام 1918، ومع ذلك، فقد جرفه ذكاء الأستاذ فيليكس فرانكفورتر وحصل على المركز الخامس في فصله.

## الحياة الشخصية
في 15 مايو 1917، أثناء خدمته في الحرس الوطني، تزوج أتشيسون من أليس كارولين ستانلي (12 أغسطس 1895 - 20 يناير 1996). كانت تحب الرسم والسياسة وكانت بمثابة تأثير استقرار طوال زواجهم الدائم. كان لديهم ثلاثة أطفال: ديفيد كامبيون أتشسون، جين أتشيسون براون وماري إليانور أتشيسون بوندي.

## الحياة المهنية
في 25 يوليو 1918، تم تكليف أتشيسون كرقيب في الاحتياطي البحري وعمل مع خدمة النقل البحري عبر البحار حتى تم إطلاق سراحه من الخدمة الفعلية في 31 ديسمبر من نفس العام.
في ذلك الوقت، بدأ قاضي المحكمة العليا لويس برانديز تقليدًا جديدًا لطلاب القانون المشرعين الذين يتولون المحكمة العليا في الولايات المتحدة، حيث عمل أكشون في منصبه لفترتين من 1919 إلى 1921. كان فرانكفورتر وبراندايز شريكين مقربين، والمحكمة العليا في المستقبل اقترح القاضي فرانكفورتر أن يلعب برانديز دور أكسون.

### الدبلوماسية الاقتصادية
كان ديموقراطيًا مدى الحياة، عمل في شركة للمحاماة في واشنطن العاصمة، كوفينجتون آند بورلينج، وكان يتعامل في كثير من الأحيان مع القضايا القانونية الدولية قبل أن يعينه فرانكلين ديلانو روزفلت وكيل وزارة الخزانة في مارس 1933. عندما مرض وزير الخارجية ويليام هـ. وودن نفسه القائم بأعمال وزير على الرغم من جهله المالية. بسبب معارضته لخطة روزفلت لتخفيض قيمة الدولار من خلال التحكم في أسعار الذهب (وبالتالي خلق التضخم)، فقد اضطر إلى الاستقالة في نوفمبر 1933 واستأنف ممارسته القانونية. في 1939-1940 ترأس لجنة لدراسة تشغيل المكاتب الإدارية في الحكومة الفيدرالية.

### الحرب العالمية الثانية
بعد أن عاود مساعد وزير الخارجية في 1 فبراير 1941، قام بتطبيق الكثير من السياسة الاقتصادية للولايات المتحدة التي تساعد بريطانيا العظمى وتؤذي قوى المحور. نفذ أكشون سياسة الإقراض التي ساعدت في إعادة تسليح بريطانيا العظمى وحظر النفط الأمريكي / البريطاني / الهولندي الذي قطع 95 في المائة من إمدادات النفط اليابانية وصعد الأزمة مع اليابان في عام 1941. جمد روزفلت جميع الأصول اليابانية لمجرد إحباطها. لم يكن ينوي وقف تدفق النفط إلى اليابان. ثم غادر الرئيس واشنطن متوجهاً إلى نيوفاوندلاند للقاء تشرشل. بينما كان قد اختفى أتشيسون تلك الأصول المجمدة لحرمان اليابان من النفط. عند عودة الرئيس، قرر أنه سيبدو ضعيفًا ومريحًا لعكس الحصار النفطي الفعلي.
في عام 1944، حضر أتشيسون مؤتمر بريتون وودز بصفته المندوب الرئيسي لوزارة الخارجية. في هذا المؤتمر تم تصميم الهيكل الاقتصادي الدولي بعد الحرب. كان المؤتمر هو مسقط رأس صندوق النقد الدولي والبنك الدولي والاتفاقية العامة للتعريفات الجمركية والتجارة، والتي سيتحول آخرها إلى منظمة التجارة العالمية.

### دبلوماسية الحرب الباردة
في وقت لاحق، في عام 1945، اختار هاري إس ترومان أتشسون وكيلاً لوزارة الخارجية الأمريكية؛ احتفظ بهذا المنصب في العمل تحت رئاسة وزراء الخارجية إدوارد ستيتينيوس، الابن، جيمس ف. بيرنز، وجورج مارشال. وفي أواخر عام 1945 أو 1946 سعى أتشيسون إلى الانفصال عن الاتحاد السوفيتي. في عام 1946، بصفته رئيس لجنة خاصة لإعداد خطة للتحكم الدولي في الطاقة الذرية، كتب تقرير آتشيسون-ليلينتال. في البداية كان أتشيسون استرضائي تجاه جوزيف ستالين.
محاولات الاتحاد السوفياتي للهيمنة الإقليمية في أوروبا الشرقية وجنوب غرب آسيا، غيرت تفكير أتشسون. من هذه النقطة إلى الأمام، كتب أحد المؤرخين، «كان أكيزون أكثر من ‘حاضر في إنشاء’ الحرب الباردة؛ كان المهندس المعماري الرئيسي.» وخلال هذه الفترة عزز علاقة وثيقة مع الرئيس ترومان. ابتكر أتشسون السياسة وكتب طلب ترومان عام 1947 إلى الكونغرس من أجل مساعدة اليونان وتركيا، وهو خطاب شدد على مخاطر الشمولية بدلاً من العدوان السوفياتي وشهد التغيير الأساسي في السياسة الخارجية الأمريكية التي أصبحت تعرف باسم عقيدة ترومان. صمم أتشيسون برنامج المساعدات الاقتصادية لأوروبا الذي أصبح يعرف باسم خطة مارشال. كان أتشسون يعتقد أن أفضل طريقة لاحتواء الشيوعية لستالين ومنع الصراع الأوروبي في المستقبل هو استعادة الرخاء الاقتصادي لأوروبا الغربية، وتشجيع التعاون بين الولايات هناك، ومساعدة الاقتصاد الأمريكي من خلال جعل شركائه التجاريين أكثر ثراء.
في 30 يونيو من عام 1947، تلقى أتشيسون ميدالية الاستحقاق من الرئيس ترومان.
في عام 1949، تم تعيين أتشسون وزيراً للخارجية. في هذا المنصب، بنى إطار عمل للاحتواء، وضعه أولاً جورج كينان، الذي شغل منصب رئيس موظفي تخطيط السياسات في أتشسون. كان أتشسون هو المصمم الرئيسي للحلف العسكري الناتو، ووقع الاتفاقية لصالح الولايات المتحدة. كان تشكيل الناتو خروجًا دراماتيكيًا عن أهداف السياسة الخارجية الأمريكية التاريخية المتمثلة في تجنب أي «تحالفات متشابكة».

### دفاع الورقة البيضاء
خلال صيف عام 1949، بعد الانتصار الديمقراطي غير المتوقع في انتخابات عام 1948 لم يهدأ من السؤال «من خسر الصين؟»، أجرى أتشيسون على وزارة الخارجية الأمريكية دراسة عن العلاقات الصينية الأمريكية الأخيرة. حاولت الوثيقة المعروفة رسمياً باسم علاقات الولايات المتحدة مع الصين مع الإشارة الخاصة إلى الفترة 1944-1949، والتي سميت فيما بعد باسم الكتاب الأبيض الصيني، أن ترفض أي تفسير خاطئ للدبلوماسية الصينية والأمريكية تجاه بعضها البعض. نشرت وثيقة ذروة الاستيلاء على ماو تسي تونج، التي نشرت في ذروة الاستيلاء على ماو تسي تونغ، أن التدخل الأمريكي في الصين محكوم عليه بالفشل. على الرغم من أن أكشون وترومان كانا يأملان في أن تبدد الدراسة الشائعات والتخمينات،[18] ساعدت الورقة في إقناع العديد من النقاد بأن الإدارة قد فشلت بالفعل في التحقق من انتشار الشيوعية في الصين.

### الحرب الكورية
لم يشر خطاب أتشسون في 12 يناير من عام 1950، أمام نادي الصحافة الوطني ، إلى شبه جزيرة كوريا وفورموزا (تايوان) كجزء من «محيط الدفاع» الأكثر أهمية للولايات المتحدة. منذ اندلاع الحرب في كوريا في 25 يونيو، بعد بضعة أشهر فقط، أخذ النقاد، خاصة في كوريا الجنوبية، تصريحات أتشسون لتعني أن دعم الولايات المتحدة لحكومة إي سنغ مان الجديدة في كوريا الجنوبية سيكون محدودًا وأن الخطاب زود جوزيف ستالين وكيم إيل سونغ «بضوء أخضر» للاعتقاد بأن الولايات المتحدة لن تتدخل إذا قاموا بغزو الجنوب. مع افتتاح الأرشيف السوفيتي في الثمانينيات، وجد البحث أن الخطاب كان له تأثير ضئيل إن وجد على المداولات الشيوعية.

### هجمات «خسارة الصين»
مع استيلاء الشيوعيين على البر الرئيسي للصين في عام 1949، تحولت تلك الدولة من صديق حميم للولايات المتحدة إلى عدو مرير - كانت القوتان في حالة حرب في كوريا بحلول عام 1950. وألقى اللوم على أتشيسون على ما أسموه «خسارة الصين» وأطلقت عدة سنوات من المعارضة المنظمة لحكم أتشيسون؛ سخر أتشيسون من خصومه ودعا هذه الفترة في مذكراته الصريحة «هجوم البدائيين». على الرغم من أنه حافظ على دوره كمناهض للشيوعية، فقد تعرض للهجوم من قبل مختلف المناهضين للشيوعية لعدم قيامه بدور أكثر نشاطًا في مهاجمة الشيوعية في الخارج وعلى الصعيد المحلي، بدلاً من الالتزام بسياسته الخاصة باحتواء التوسع الشيوعي. تعرض هو ووزير الدفاع جورج مارشال لهجوم من رجال مثل جوزيف مكارثي. أصبح أتشسون مرادفًا لبعض الأمريكيين الذين حاولوا مساواة الاحتواء مع الاسترضاء. سخر عضو الكونجرس ريتشارد نيكسون، الذي كان فيما بعد رئيسًا، من دعوة أتشيسون للحصول على النصيحة، «كلية الاحتواء الشيوعي الجبان في أتشسون». تزايد هذا الانتقاد بصوت عالٍ بعد أن رفض أتشيسون «قلب ظهره على ألجر هيس» عندما اتُهم الأخير بأنه جاسوس شيوعي، وأُدين بتهمة الحنث باليمين لنفيه أنه كان جاسوسًا.

### الموقف تجاه الجنوب-شرق آسيويين
اتهم السفير السابق للولايات المتحدة في بورما، إدوين دبليو مارتن، أتشيسون بمركزية أوروبا وإبداء تعليقات مهينة حول جنوب شرق آسيا.

## حياته اللاحقة وموته

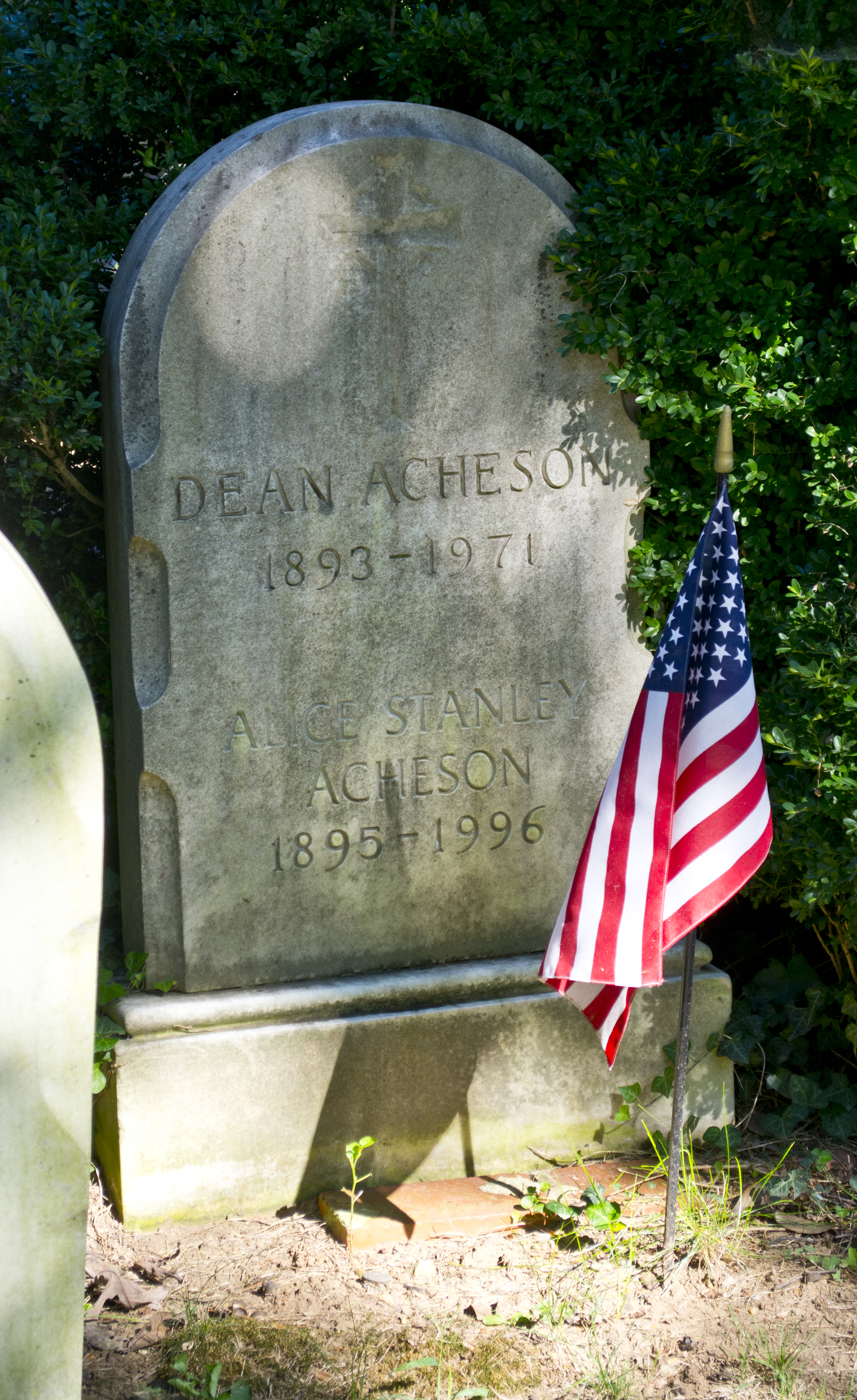
قبر دين آتشيسون

تقاعد في 20 يناير 1953، وهو اليوم الأخير لإدارة ترومان، وخدم في مجلس أمناء جامعة ييل مع السناتور روبرت تافت، أحد أشد منتقديه. انتخب زميلا في الأكاديمية الأمريكية للفنون والعلوم في عام 1955.
عاد أكشون إلى ممارسته للقانون الخاص. على الرغم من أن حياته المهنية الرسمية انتهت، إلا أن نفوذه لم يكن كذلك. تم تجاهله من قبل إدارة أيزنهاور لكنه ترأس مجموعات السياسة الديمقراطية في أواخر الخمسينيات. جاء الكثير من سياسات الاستجابة المرنة للرئيس جون كينيدي من أوراق الموقف التي وضعتها هذه المجموعة.
كانت مكاتب المحاماة أتشسون في موقع استراتيجي على بعد بضعة مبانٍ من البيت الأبيض وقد أنجز الكثير خارج المكتب. أصبح مستشارًا غير رسمي لإدارات كينيدي وجونسون. أثناء أزمة الصواريخ الكوبية، على سبيل المثال، أرسله كينيدي إلى فرنسا لإطلاع الرئيس الفرنسي شارل ديجول وكسب دعمه لحصار الولايات المتحدة. عارض أتشيسون بشدة القرار النهائي لمجرد الحصار الذي استقال من اللجنة التنفيذية.
في الساعة 6:00 مساءً في 12 أكتوبر 1971، توفي أششون بسكتة دماغية حادة في منزله في ساندي سبرينج بولاية ماريلاند، عن عمر يناهز 78 عامًا. تم العثور على جثته ملقاة على مكتبه في دراسته. تم دفن أكشون في مقبرة أوك هيل في جورج تاون، واشنطن العاصمة.
كان لديه ابن، ديفيد سي أتشيسون (والد إليانور دي أتشيسون)، وابنتان، جين أتشيسون براون وماري أتشيسون بوندي، زوجة ويليام بوندي.

## روابط خارجية
- دين آتشيسون على موقع الموسوعة البريطانية (الإنجليزية)
- دين آتشيسون على موقع مونزينجر (الألمانية)
- دين آتشيسون على موقع إن إن دي بي (الإنجليزية)